# Сианна
Сианна (Станна) е романокелтска богиня, епиграфски засвидетелствана от град Весуна (днешен Перигийо), която е идентична с римската богиня Диана.
Богинята Стана е засвидетелствана в надпис, състоящ се от пет фрагмента, открити в сградите на „Виейлс Казернес“ ('Vieilles Casernes') в Перигьо (Дордоне), на територията на Петрокория, където тя е партньор с бога Тело. Благодарение на сравнението на различните фрагменти, предложеното възстановяване е сигурно, с изключение на края на първата линия и началото на втората линия: Deo Telo et deae Stannae, solo A (uli) Pomp (eii) Antiqui, Per ... ius, Silvani fil (ius) Bassus, c (urator) c (ivium) r (omanorum), conséptum omne circa templum et basilicas duas, as ceteris ornamentis ac munimentis, dat, (ILA-P 19, 20, 21; CIL XIII, 950 = RE, vol. 1, pp. 40 – 41, n°56 = Espérandieu, 1893, n° 20, tab III, 2;. CIL XIII, 951, = RE, vol. 1, p. 42, n°59 = Espérandieu, 1893, n°18, tab. IV, 1; CIL XIII, 952 = RE, vol. 1, p. 41, n°57 = Espérandieu, 1893, n°17, tab. IV, 2; CIL XIII, 953 = RE, vol. 1, p. 41, n° 58, Espérandieu, 1893, n°19; CIL XIII, 954 = Espérandieu, 1893, n°21.)
Този надпис е от голям интерес, защото споменава съществуването на храм, посветен на Тело и Стана. Завещателят Perus Bassus е римски гражданин и има официални функции. Той е куратор, което означава, че е бил назначен от императора да управлява и контролира финансите на града. Той предлага стена, две базилики, орнаменти и аксесоари, които удължават и украсяват светилището, построено върху имота на римския гражданин Аулус Помпей Антикус. Тази стена и базилики могат да съответстват на гало-римските останки, изкопани в околностите на „Tour de Vésone“, храмът, посветен на Тутела Везуна (Tutella Vesunna), едноименната богиня на града.